# Aeroportul Ulawa
Aeroportul Ulawa (IATA: RNA, ICAO: AGAR) este un aeroport din Makira-Ulawa Province⁠(d), Insulele Solomon.
Situat la o altitudine de 9 m, aeroportul dispune de o singură pistă.